# The Ghost of Frankenstein
The Ghost of Frankenstein (Brasil O Fantasma de Frankenstein) é um filme estadunidense de 1942, dos gêneros terror e ficção científica, dirigido por Erle C. Kenton.

## Sinopse
Ygor consegue resgatar o monstro que havia sido enterrado pelo filho do Barão Frankenstein e o leva até o outro filho, o Dr. Bohmer. Mas o fantasma do barão surge e dá uma sugestão melhor para resolver o problema.

## Elenco
- Lon Chaney Jr.... o monstro
- Cedric Hardwicke...Ludwig Frankenstein
- Ralph Bellamy...Erik Ernst
- Lionel Atwill... dr. Theodore Bohmer
- Bela Lugosi...Ygor